# Ismaïla Sarr
Ismaïla Sarr (São Luís, 25 de fevereiro de 1998) é um futebolista senegalês que atua como ponta. Atualmente joga no Crystal Palace.

## Carreira
Sarr iniciou sua carreira no Metz, da França.
No dia 8 de agosto de 2019, foi anunciado como novo reforço do Watford. O senegalês assinou por cinco temporadas, custou 30 milhões de euros e se tornou o reforço mais caro da história do clube.

## Seleção Nacional
Ismaïla Sarr representou o elenco da Seleção Senegalesa no Campeonato Africano das Nações de 2017.

## Títulos
Rennes
- Copa da França: 2018–19

Crystal Palace
- Copa da Inglaterra: 2024–25
- Supercopa da Inglaterra: 2025[5]

Seleção Senegalesa
- Campeonato Africano das Nações: 2021

### Prêmios individuais
- 22º melhor jovem do ano de 2017 (FourFourTwo)[6]
- Melhor jogador da Supercopa da Inglaterra de 2025[7]